# Maggie Florman
Anna Ida Karolina Hedvig Emma Margareta "Maggie" Florman, född Weylandt den 31 mars 1898 i Stockholm, död som Maggie Margareta Florman den 4 augusti 1980 i Oscars församling i Stockholm, var en svensk flygpionjär. Hon var 1918–1943 gift med Adrian Florman (1889–1978).
Maggie Florman genomgick flygutbildning vid Aero Materials flygskola i Stockholm 28 mars 1928 och blev Sveriges andra kvinnliga flygare med svenskt aviatördiplom efter Elsa Andersson.
Maggie Florman är begravd på Norra begravningsplatsen utanför Stockholm.